# Alfredo Foni

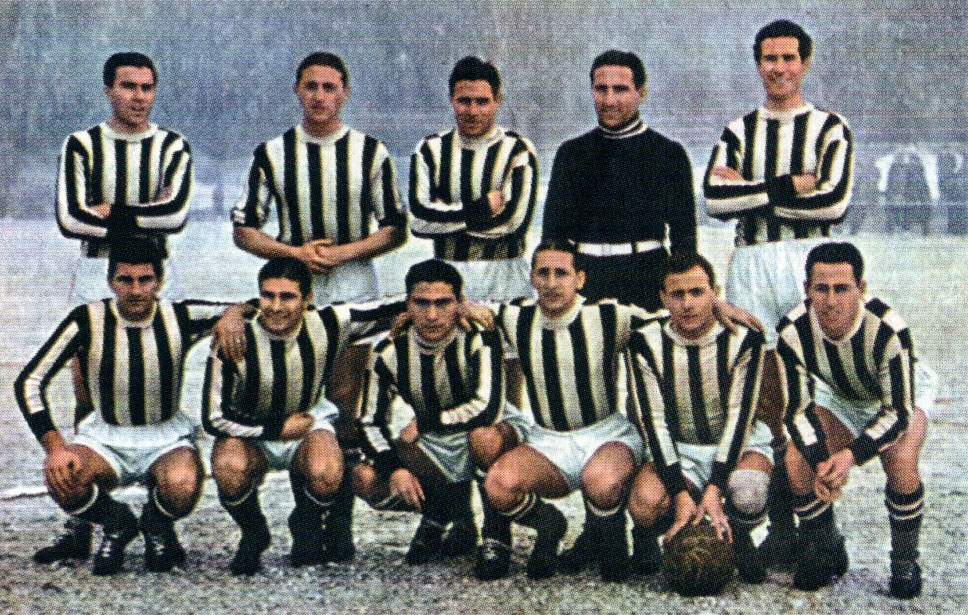
A Juventus na temporada 1940-41. Foni é o terceiro jogador em pé, da esquerda para a direita. O segundo é Pietro Rava, sua dupla de zaga também nas Olimpíadas de 1936 e na Copa do Mundo de 1938.

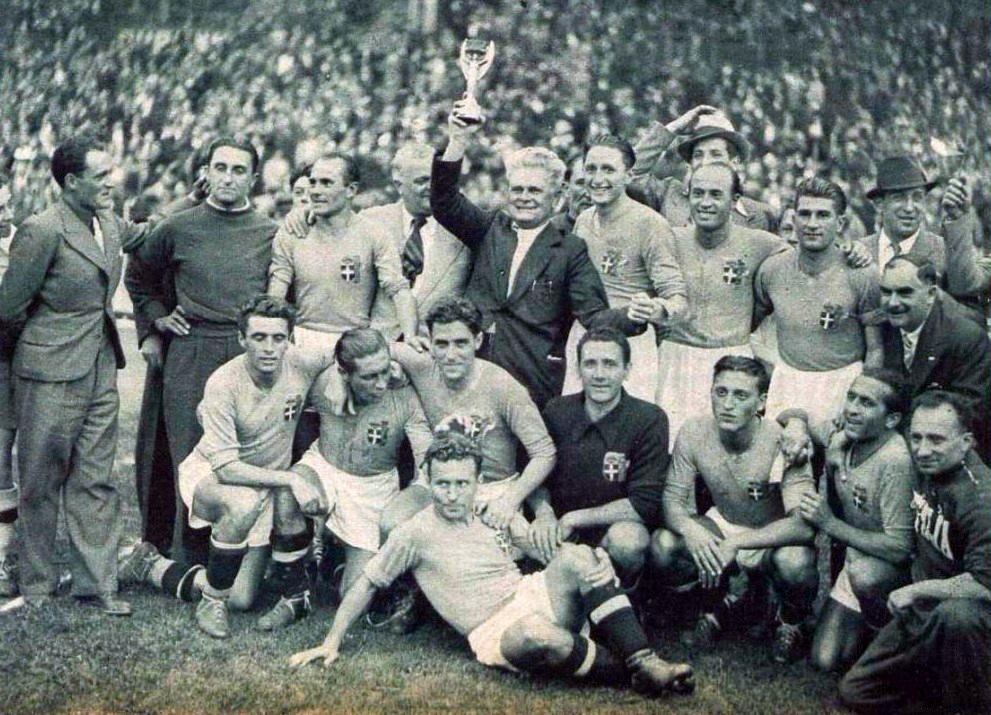
O treinador Vittorio Pozzo com a taça Jules Rimet, rodeado por seus jogadores após a Final da Copa do Mundo de 1938. Foni é o terceiro jogador agachado, da esquerda para a direita, atrás do jogador sentado.

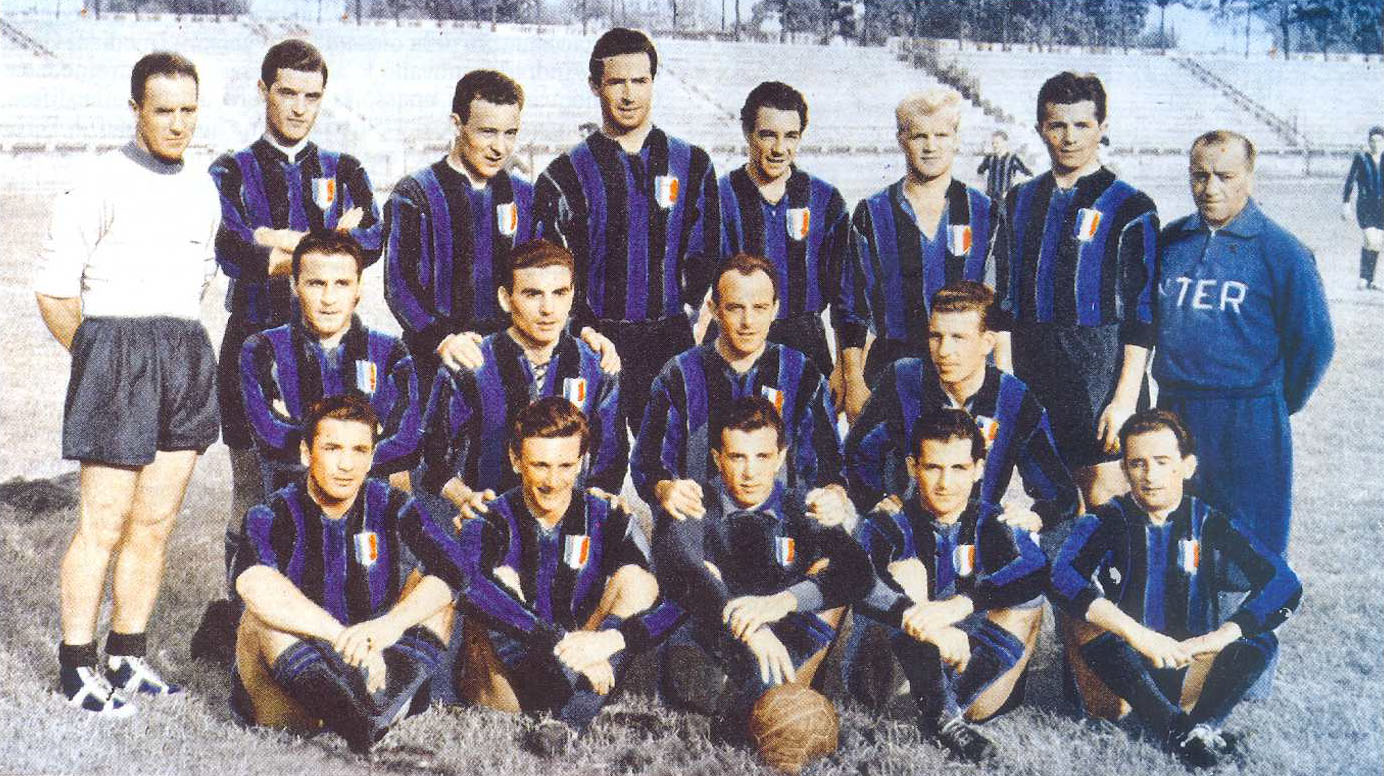
A Internazionale campeã italiana de 1952-53. Foni, o treinador, é a pessoa de camisa branca. Na temporada seguinte, ele e a Inter foram bicampeões seguidos.

Alfredo Foni (Údine, 20 de janeiro de 1911 — Lugano, 28 de janeiro de 1985) foi um futebolista e treinador italiano. Foi um dos zagueiros titulares da seleção italiana campeã da Copa do Mundo FIFA de 1938, onde fez uma sólida dupla defensiva com Pietro Rava. Como ele, Foni já havia obtido dois anos antes a medalha de ouro no futebol nos Jogos Olímpicos de 1936, conquista que o credenciou à seleção principal. Por conta dessas conquistas, ele faz parte de uma seleta lista de futebolistas que foram Campeões Olímpicos e também da Copa do Mundo.
A nível de clubes, destacou-se na Juventus, realizando mais de trezentos jogos pela equipe de Turim, embora tenha vencido por ela uma única vez o campeonato italiano, em 1935. Como treinador, participou da Copa do Mundo de 1966 pela Suíça.

## Carreira clubística
Começou a carreira no time de sua cidade natal, a Udinese, na segunda divisão italiana. Com a adoção do formato de Serie A pela primeira divisão, em 1929, foi contratado pela Lazio, destacando-se antes de passar três anos no Padova. Em 1934, foi contratado pela Juventus, então tetracampeã seguida do campeonato italiano, um recorde, ampliado na temporada seguinte para um pentacampeonato.[carece de fontes?] Foni foi requisitado para substituir Virginio Rosetta, que estava se aposentando após treze anos de clube, tendo participado da vitoriosa Copa do Mundo de 1934.[carece de fontes?]
Na vitoriosa edição de 1934-35 da Serie A, Foni jogou 27 das 30 partidas. Contudo, aquela acabaria por ser a única vez em que ele foi campeão italiano; a Juve só voltaria a vencer o torneio em 1950. Entre 1935 e 1950, a equipe pôde ser campeã por duas vezes, mas na Copa da Itália. Foram os primeiros títulos da equipe nessa competição. A primeira foi na temporada 1937-38, imediatamente anterior à Copa do Mundo de 1938, e foi obtida em final precisamente contra o rival Torino. A outra veio na temporada 1941-42 e serviu para ultrapassar o Toro em número de conquistas no torneio.[carece de fontes?] Foni parou de jogar em 1947.
No campeonato italiano, por sua vez, Bologna e Internazionale (Ambrosiana) alternaram-se nos títulos na segunda metade da década de 1930; e a década de 1940 foi marcada pela interrupção ocasionada pela Segunda Guerra Mundial e pelo domínio do Grande Torino, com o rival também obtendo um pentacampeonato seguido.[carece de fontes?] Foni parou de jogar em 1947.

## Seleção
Foni estreou pela seleção italiana já nas Olimpíadas de 1936, em 3 de agosto daquele ano, na vitória por 1-0 sobre os Estados Unidos em Berlim.[carece de fontes?] A Azzurra obteve o ouro e Foni foi integrado à seleção principal, juntamente com Pietro Rava, seu colega de Juventus, e Ugo Locatelli.
Depois das Olimpíadas e antes da Copa do Mundo de 1938, Foni inicialmente jogou uma única partida pela seleção em 1937 e outra em 1938.[carece de fontes?] Antes do mundial, ele havia sido campeão com a Juventus da Copa da Itália de 1937-38, em final exatamente contra o rival Torino, na primeira conquista juventina nessa competição.[carece de fontes?] Foni terminou convocado ao mundial, sendo uma das peças que rejuvenesceram a Azzurra, bastante alterada em relação ao elenco campeão da Copa do Mundo FIFA de 1934, da qual foram mantidos de titulares somente Giuseppe Meazza e Giovanni Ferrari.
A seleção de 1938 era considerada ainda melhor que a de 1934, com a dupla de Rava e Foni sendo vista como mais segura. Eles eram precisamente os dois únicos jogadores da Juventus titulares da seleção naquela Copa. Na competição, Foni entrou a partir da segunda partida. Na estreia, Rava havia feito dupla com Eraldo Monzeglio, um dos remanescentes campeões da Copa anterior. Porém, o treinador Vittorio Pozzo ficou insatisfeito com o rendimento italiano na partida e a partir do jogo seguinte inseriu Foni na vaga que havia sido de Monzeglio; A partida contra os noruegueses, formados por atletas amadores, decepcionara quem esperava por uma goleada dos profissionais italianos. Foi a última partida de Monzeglio pela seleção.[carece de fontes?]
Foni não saiu mais nos jogos seguintes, estreando no triunfo de 3-1 contra a anfitriã França.  Essa partida também foi a ocasião em que a Azzurra na realidade vestiu-se toda de preto em função da adversária também usar o azul. A alteração não deixou de ser polêmica em função da cor alternativa ser associada ao fascismo. Formando sólida dupla com Rava, ele e todo o setor defensivo tiveram grande desempenho sobretudo na meia hora da final, em que a Hungria esteve na maior parte do tempo perdendo por apenas 3-2 até Silvio Piola encerrar o placar em 4-2.
Após a Copa, Foni jogou outras quatorze vezes pela Azzurra, doze delas até 1940 e outras duas em 1942, a última em 19 de abril daquele ano, em vitória por 4-0 sobre a Espanha em Milão. Não houve partidas da seleção entre 1942 e 1945,[carece de fontes?] em consequência da Segunda Guerra Mundial - conflito que também impediu que Foni eventualmente disputasse a hipotéticas Copa do Mundo de 1942, para a qual a Itália era uma das seleções mais capacitadas a ganhar.

### Carreira de Treinador
Após deixar os gramados, iniciou carreira de treinador. Fez sucesso inicialmente na Internazionale, onde foi duas vezes campeão italiano, no bicampeonato de 1952-53 e 1953-54;[carece de fontes?] na época, a rivalidade do time de Milão com sua ex-equipe da Juventus ainda não chegara ao nível do Derby D'Italia, clássico que só viria a se formar na década de 1960. Seu ex-clube só voltaria a ser campeã na temporada 1949-50.[carece de fontes?] Sua Inter destacou-se sobretudo pelo setor defensivo, compacto e numeroso, o que chegou a gerar críticas iniciais superadas com o sucesso alcançado.
Foni chegou a treinar a seleção italiana em seguida, de dezembro de 1954 a março de 1958,[carece de fontes?] falhando em classifica-la à Copa do Mundo de 1958, chegando a sucumbir demais a pressões após uma das derrotas a ponto de usar uma equipe quase inteiramente nova, mas desentrosada - a incluir os estrangeiros Bruno Pesaola, Miguel Ángel Montuori (argentinos), Dino da Costa (brasileiro) e a dois veteranos uruguaios campeões da Copa do Mundo de 1950, Juan Alberto Schiaffino e Alcides Ghiggia. Foi a última Copa em que a Itália esteve ausente até o insucesso nas eliminatórias para a Copa do Mundo de 2018.
Ex-jogador da Lazio, Foni também teve sucesso no lado como treinador do lado oposto em outra rivalidade, o Derby della Capitale: foi campeão pela Roma, na Taça das Cidades com Feiras de 1961, o primeiro título continental de um time italiano; e também identificou-se com o futebol suíço, chegando a treinar a Seleção Suíça na Copa do Mundo de 1966, desbancando nas eliminatórias a Irlanda do Norte de George Best. Faleceu no país vizinho, em 1985.

## Títulos como jogador

### Juventus
- Campeonato Italiano de Futebol: 1934-35
- Copa da Itália: 1937-38 e 1941-42

### Seleção Italiana
- Olimpíadas: 1936
- Copa do Mundo FIFA: 1938

## Títulos como treinador

### Internazionale
- Campeonato Italiano de Futebol: 1952-53 e 1953-54

### Roma
- Taça das Cidades com Feiras: 1961